# Tamboerke
Tamboerke is een Nederlandstalig liedje van de Belgische zangeres Micha Marah uit 1969.
Toch duurde het nog tot haar deelname aan Canzonissima 1971 - een BRT-programma waarin de Vlaamse afvaardiging voor het Eurovisiesongfestival werd gekozenen - alvorens het liedje bekend werd bij het grote publiek. Hoewel Nicole & Hugo met Goeiemorgen, morgen werden uitverkoren om naar Dublin te gaan, bereikte het nummer van de toen 17-jarige Micha Marah de hitparade. Het liedje groeide uit tot haar eerste hit.
De B-kant van de single was het liedje Ik Ben Zeventien.